# Severn River (Georgian Bay)
Severn River är ett vattendrag i Kanada.   Det ligger i provinsen Ontario, i den sydöstra delen av landet, 300 km väster om huvudstaden Ottawa.
Omgivningarna runt Severn River är en mosaik av jordbruksmark och naturlig växtlighet. Runt Severn River är det ganska glesbefolkat, med 23 invånare per kvadratkilometer.